# Tuber bonnetii
Tuber bonnetii är en svampart som beskrevs av Roum. 1882. Tuber bonnetii ingår i släktet Tuber och familjen Tuberaceae.   Inga underarter finns listade i Catalogue of Life.